# Yuki (tribu)

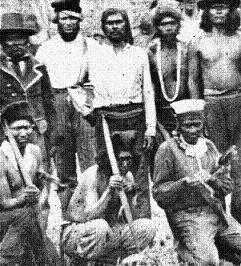
Miembros de la tribu yuki en la Granja Nome Cult, 1850.

Los yuki son una tribu india con una lengua de la familia yuki-wappo, y según otros una lengua aislada, cuyo nombre procede del wintu y significa "extranjero" o "enemigo", aunque ellos se autodenominaban Ukhotno'm 'gente del valle'. Se dividían en cuatro grupos:
- Yuki, en la parte alta del río Eel.
- Huchnom, al NO del valle Redwood.
- Yuki de la Costa, a lo largo de la costa de Redwood, desde Cleone hasta Usal.
- Wappo, en las orillas del Russian, en territorio pomo. Divididos en central, norte, sur, oeste y lile’ek.

## Localización

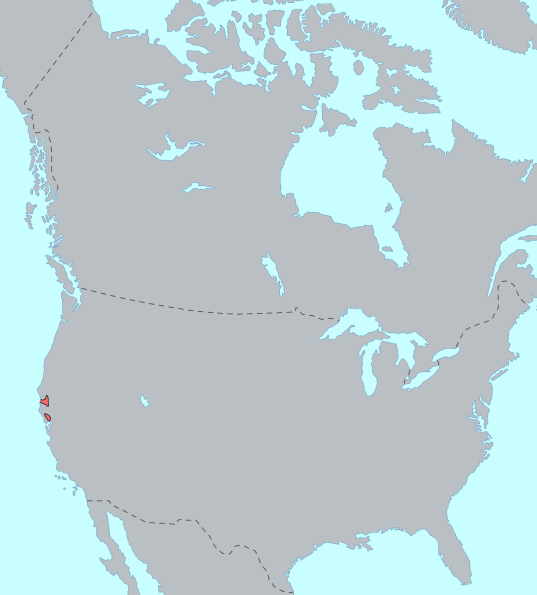
Distribución de las lenguas yuki-wappo antes del contacto con los europeos.

Vivían entre Round Valley, North Folk y el río Eel (California), ocupando parte de la costa del Pacífico, desde el actual Fort Bragg hasta Usal, en la desembocadura del Eel. Actualmente viven en la reserva Round Valley (California).

## Demografía
A comienzos del siglo XIX eran unos 2.500 según Alfred Kroeber, pero fueron reducidos a 300 en 1864 y a 200 en 1906, y hacia 1970 solo había 75 en Geyserville y Napa River. Según Asher, en 1980 había 50 yuki y 4 wappo.
Según el censo de 2000, había 311 yuki puros, 116 mezclados con otras tribus, 106 con otras razas y 32 con otras razas y tribus. En total, 565 individuos. Por lo que respecta a los wappo, eran 108 puros, 56 mezclados con otras tribus, 56 con otras razas y 28 con otras razas y tribus. En total, 248 individuos.
Según la investigación de Benjamin Madley, "los Yuki sufrieron una disminución catastrófica de su población bajo el dominio de los Estados Unidos. Entre 1854 y 1864, las políticas de asentamiento, los asesinatos, los secuestros, las masacres, las enfermedades venéreas inducidas por violaciones y la negligencia deliberada en la Reserva Round Valley los redujeron" desde quizás 20.000 hasta varios cientos." Madley sostiene que la historia de Yuki constituye un ejemplo claro de genocidio. Cita el hecho de que no hay evidencia de ninguna epidemia que hubiera causado una disminución tan drástica de la población entre los Yuki entre 1854 y 1864, aparte de las enfermedades venéreas originadas por los colonos europeos.

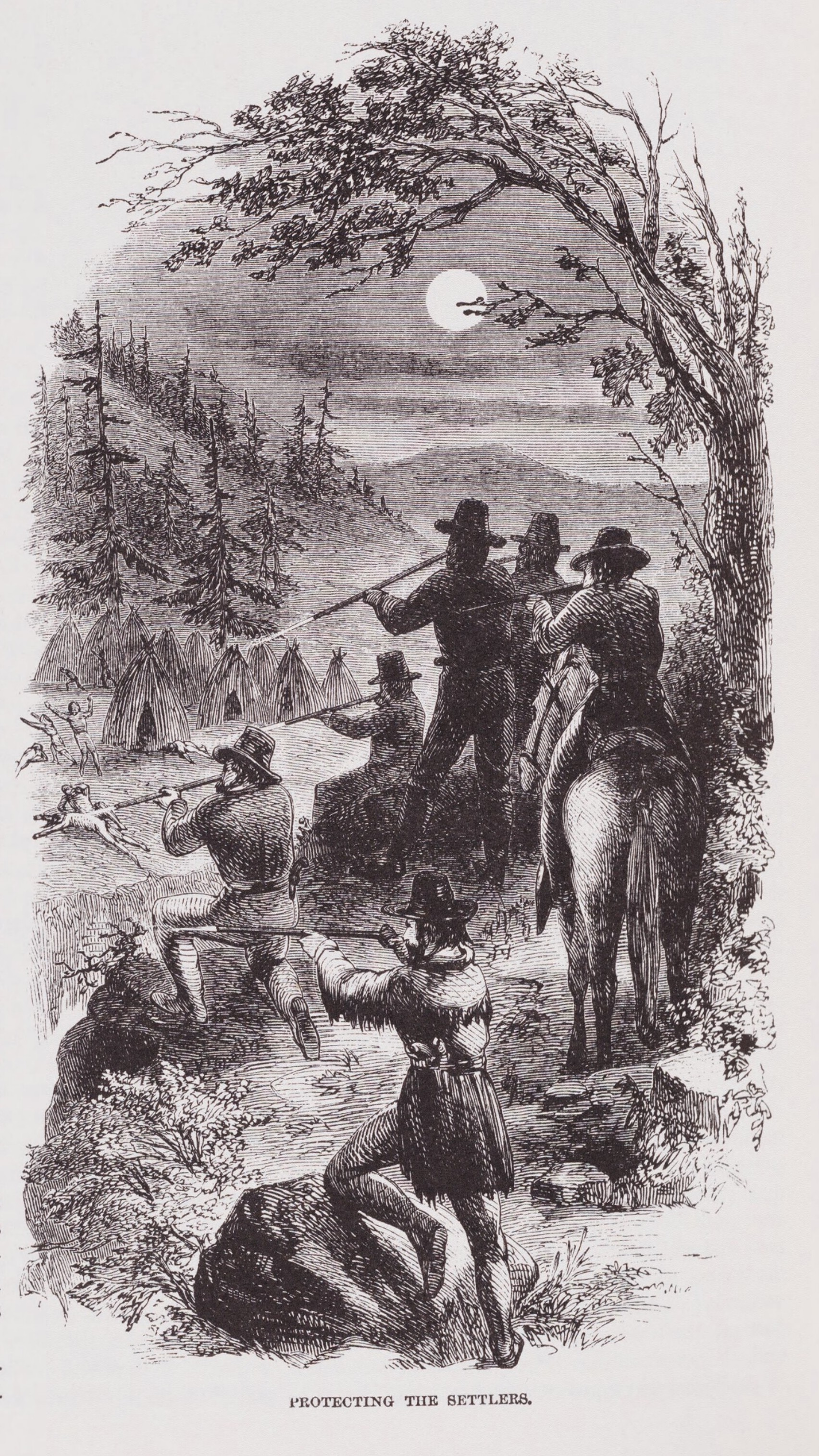
Matanza de Indígenas Yuki en Round Valley, California.

## Costumbres
Eren pequeños y gruesos, con el cráneo alargado. Llevaban muy poca ropa y las mujeres se tatuaban. 
Comían diversas plantas de recolección, pescaban salmones y cazaban osos y gamos. Comerciaban con pescado y conchas.
Los del interior habitaban en edificaciones pequeñas cubiertas de tierra, y los de la costa en cabañas de corteza, de forma cónica y con palos, pero ambos tenían una casa comunal de danza hecha con paja y tierra, y una casa de sudor.
Creían en un ser supremo, Taikomol “el que camina solo”, creador de todo, con forma y apariencia humana, y también en el Trueno, ayudante suyo. Su ceremonial es muy similar al de los pomo; enterraban a sus muertos en posición sentada dentro de un cesto que después se enterraba sin demasiado ceremonial.
Se organizaban en comunidades con muchos asentamientos desperdigados o en poblados que ocupaban áreas más localizadas, cada uno de ellos con un caudillo, y todos con un caudillo supremo. Contaban con un líder guerrero, un chamán y un curandero. 
Excepto los de la costa, el resto guerreaba con frecuencia. Tenían como costumbre guerrera tomar las cabezas de los enemigos muertos para hacer una ceremonia posterior.
Tenían un sistema de cálculo basado en el ocho, puesto que contaban con los espacios interdigitales.

## Historia
Tenían constantes guerras contra sus vecinos pomo y wintu. Sin embargo, desde 1849 fueron exterminados por los blancos buscadores de oro en su territorio.
Además, en 1838 sufrieron una epidemia de viruela. 
En 1862 los blancos ocuparon el 80 % de su reserva y mataron a 45 indios, y en 1871 se creó una misión en Round Valley, desde donde muchos de ellos se unieron a la Ghostdance.
La miembro de la tribu más destacada es la poetisa Margaret Yellowhammer Card.